# Apteranabropsis
Apteranabropsis is een geslacht van rechtvleugeligen uit de familie Anostostomatidae. De wetenschappelijke naam van dit geslacht is voor het eerst geldig gepubliceerd in 1988 door Gorochov.

## Soorten
Het geslacht Apteranabropsis omvat de volgende soorten:
- Apteranabropsis cervicornis Karny, 1930
- Apteranabropsis costulata Gorochov, 2001
- Apteranabropsis frater Brunner von Wattenwyl, 1888
- Apteranabropsis minuta Gorochov, 2001
- Apteranabropsis miser Bey-Bienko, 1968
- Apteranabropsis paracostulata Gorochov, 2010
- Apteranabropsis sinica Bey-Bienko, 1962
- Apteranabropsis tonkinensis Rehn, 1906